# Carlo Schmid

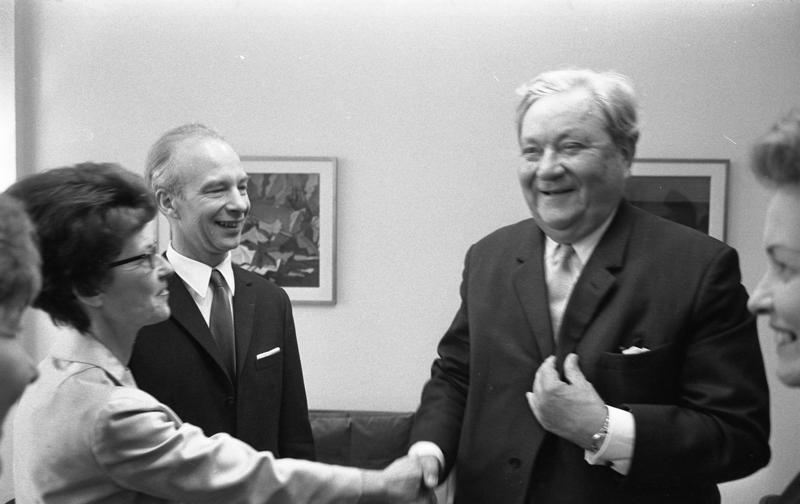
Carlo Schmid (a destra) nel 1970

Carlo Schmid (Perpignano, 3 dicembre 1896 – Bad Honnef, 11 dicembre 1979) è stato un giurista e politico tedesco, nato in Francia. Militante nel Partito Socialdemocratico di Germania (SPD), è stato uno dei più importanti autori della Legge fondamentale della Repubblica Federale di Germania così come del programma di Bad Godesberg del SPD. Fu molto impegnato nei rapporti franco-tedeschi nel ruolo di "Ministro Federale per gli Affari Esteri del Concilio Federale degli Stati" dal 1966 al 1969.

## Biografia
Nacque in Francia, e vi risiedette fino all'età di cinque anni quando la sua famiglia si trasferì in Germania. Nel 1908 la famiglia si trasferì a Stoccarda dove Schmid frequentò il prestigioso liceo Karlsgymnasium dove si diplomò nel 1914. Dal 1914 al 1918 combatté nell'esercito tedesco. Dopo la fine della guerra studiò legge all'Università di Tubinga dopo di che superò il primo (1921) e secondo (1924) esame di Stato. Nel 1923 completò il dottorato sotto la supervisione di Hugo Sinzheimer.
Dopo aver esercitato la professione legale per un breve periodo, fu giudice dello Stato di Württemberg nel 1927. Dal 1927 al 1928 fu assistente ricercatore per il Kaiser-Wilhelm-Institut per le leggi pubbliche estere. All'Istituto fu collega di Hermann Heller. Nel 1929 Schmid completò l'abilitazione con una tesi sulla giurisprudenza della Corte internazionale di giustizia. Dal 1930 al 1940 fu docente privato all'Università di Tubinga in quanto gli venne negato l'incarico pubblico dai nazisti per motivi politici. 
Nel 1940 venne nominato consulente legale dell'Oberfeldkommandantur della forze di occupazione tedesca a Lilla in Francia.
Alla fine della seconda guerra mondiale, nel 1946, venne nominato professore di diritto pubblico a Tubinga e nel 1953 rinunciò all'incarico per occupare la posizione di professore di scienze politiche alla Johann Wolfgang Goethe-Universität a Francoforte sul Meno.
Oltre a proseguire nella carriera universitaria, Schmid tradusse opere di Machiavelli, Baudelaire e Malraux. Il suo archivio personale è stato trasferito nell'"Archive of Social Democracy" a Bonn. 
Fu insignito della Gran Croce dell'Ordine al Merito di Germania e del prestigioso Hanseatic Goethe Prize. Schmid morì a Bad Honnef.

## SPD
Dopo la guerra, Schmid entrò nella SPD e fu uno dei fondatori della ricostituita SPD nel Württemberg. Divenne presidente del SPD nel Württemberg-Hohenzollern dal 1946 al 1950 e fu membro della direzione nazionale SPD dal 1947 al 1970. Fu anche membro del Presidium del SPD dal 1958 al 1970 ed elemento catalizzatore per la riforma del partito, essendo uno degli autori principali del programma di Bad Godesberg.
Dal 1961 al 1965 fece parte del governo ombra di Willy Brandt nella veste di ministro degli esteri.

## Attività parlamentare
Nel 1947 Schmid venne eletto come rappresentante del Landtag di Württemberg-Hohenzollern. Egli fu un membro del Landtag fino alla sua cessazione in seguito alla creazione dello Stato del Baden-Württemberg il 17 maggio 1952.
Dal 1948 al 1949 Schmid fu membro del Parlamentarischer Rat, nella posizione di rappresentante del SPD e capo del Comitato Centrale, giocando un ruolo centrale nella riforma della Legge fondamentale della Repubblica Federale di Germania. Probabilmente, il contributo più caratteristico di Schmid al sistema costituzionale tedesco fu il principio della "sfiducia costruttiva", nel quale di dichiarava che un Cancelliere può essere rimosso dalla carica solo dopo che la Dieta federale (Bundestag) aveva eletto un altro Cancelliere. Questo tipo di mozione di sfiducia costruttiva era stato pensato per impedire al governo federale di essere paralizzato da ricorrenti voti di sfiducia, come avvenuto nella Repubblica di Weimar.
Dal 1949 al 1972 è stato membro della Dieta federale. Fu attivo in diversi comitati di Dieta, il più noto dei quali è stata la commissione affari esteri. Ha lavorato anche come vicepresidente della Dieta federale 1949-1966 e di nuovo dal 1969 al 1972. Ha lavorato anche come vicepresidente della SPD nella Dieta.
Durante tutto il periodo in cui fu alla Dieta ha rappresentato il distretto elettorale di Mannheim I.

## Altri incarichi pubblici
Nel 1945 l'autorità militare francese nominò Schmid come "Presidente del Segretariato di Stato"  per il Land Württemberg-Hohenzollern, che era ubicato nella zona di occupazione francese. Contemporaneamente, Schmid venne messo a capo alla gestione delle politiche culturali ed educative del Land fino alle prime elezioni del 1947. Da quell'anno al 1º maggio 1950, Schmid fu Ministro della Giustizia e Presidente del Württemberg-Hohenzollern. Egli rappresentò il Württemberg-Hohenzollern alla Convenzione costituzionale che ratificò la Legge fondamentale della Repubblica Federale di Germania.
Carlo Schmid concorse all'elezione di Presidente Federale nel 1959 ma venne sconfitto dal rappresentante della CDU, Heinrich Lübke nel turno di ballottaggio.

## Politica internazionale

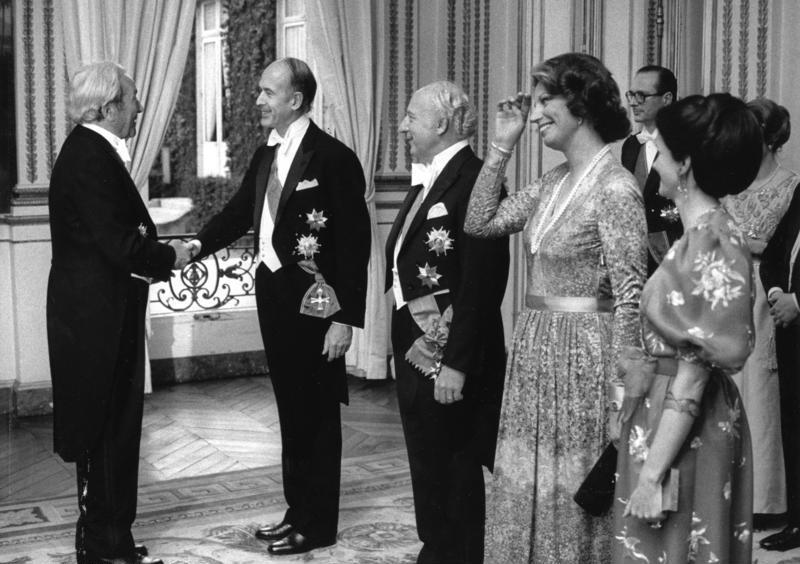
Schmid (a sinistra) al ricevimento del presidente francese nel 1975

Carlo Schmid, la cui madre era francese, fu molto presente nelle trattative di riconciliazione fra Francia e Germania. Egli fu un membro dell'assemblea parlamentare del Consiglio d'Europa dal 1950 al 1960 e dal 1969 al 1973. Fu Presidente dell'assemblea dell'Unione europea occidentale (un'organizzazione di difesa regionale distinta dall'Unione europea) dal 1963 al 1966, dopo essere stato vicepresidente dell'assemblea dal 1956.

## Opere
- Regierung und Parlament, in: Hermann Wandersleb, Recht, Staat, Wirtschaft, vol. 3, Düsseldorf 1951.
- Vier Jahre Erfahrungen mit dem Grundgesetz, in: Die Öffentliche Verwaltung, 1954, Issue 1, pp. 1 - 3.
- Die Opposition als Staatseinrichtung, in: Der Wähler, 1955, Issue 11, pp. 498 - 506.
- Der Abgeordnete zwischen Partei und Parlament, in: Die Neue Gesellschaft, 1959, Issue 6, pp. 439 - 444.
- Der Deutsche Bundestag in der Verfassungswirklichkeit, in: Friedrich Schäfer, Finanzwissenschaft und Finanzpolitik, Festschrift für Erwin Schoettle, Tübingen 1964, pp. 269 - 284.
- (mit Horst Ehmke und Hans Scharoun), Festschrift für Adolf Arndt zum 65. Geburtstag, Frankfurt am Main 1969.
- Der Deutsche Bundestag. Ein Essay, in: Der Deutsche Bundestag. Portrait eines Parlaments, Pfullingen 1974, pp. 12 - 17.
- Das Fundament unserer staatlichen Ordnung, in: Bekenntnis zur Demokratie, Wiesbaden 1974, pp. 11 - 20.
- Demokratie - Die Chance, den Staat zu verwirklichen, in: Forum Heute, Mannheim 1975, pp. 319 - 325.
- Erinnerungen (Reminiscenses), Bern 1979.